# がみがみ女

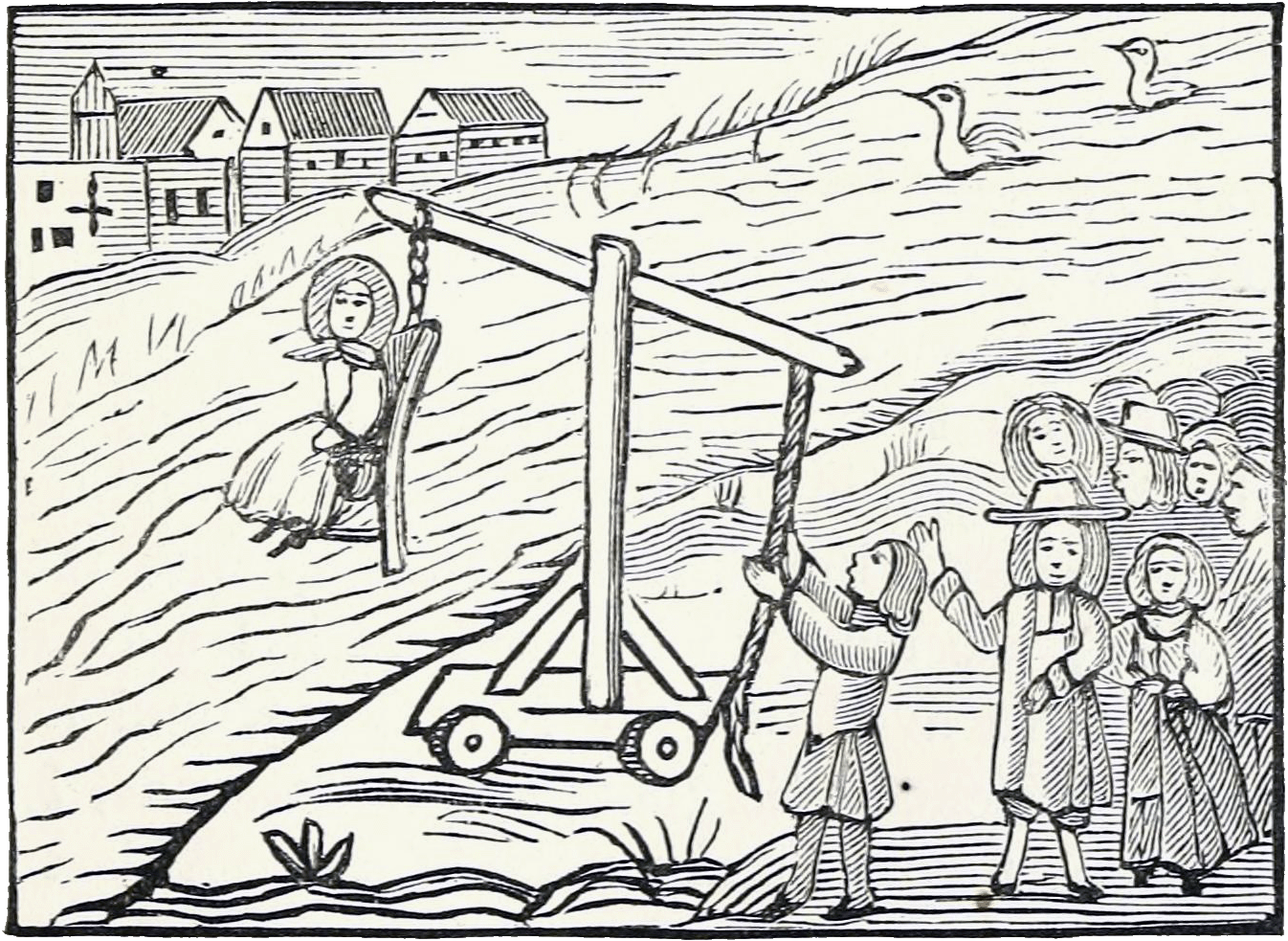
懲罰椅子に縛り付けられて川に沈められる様子

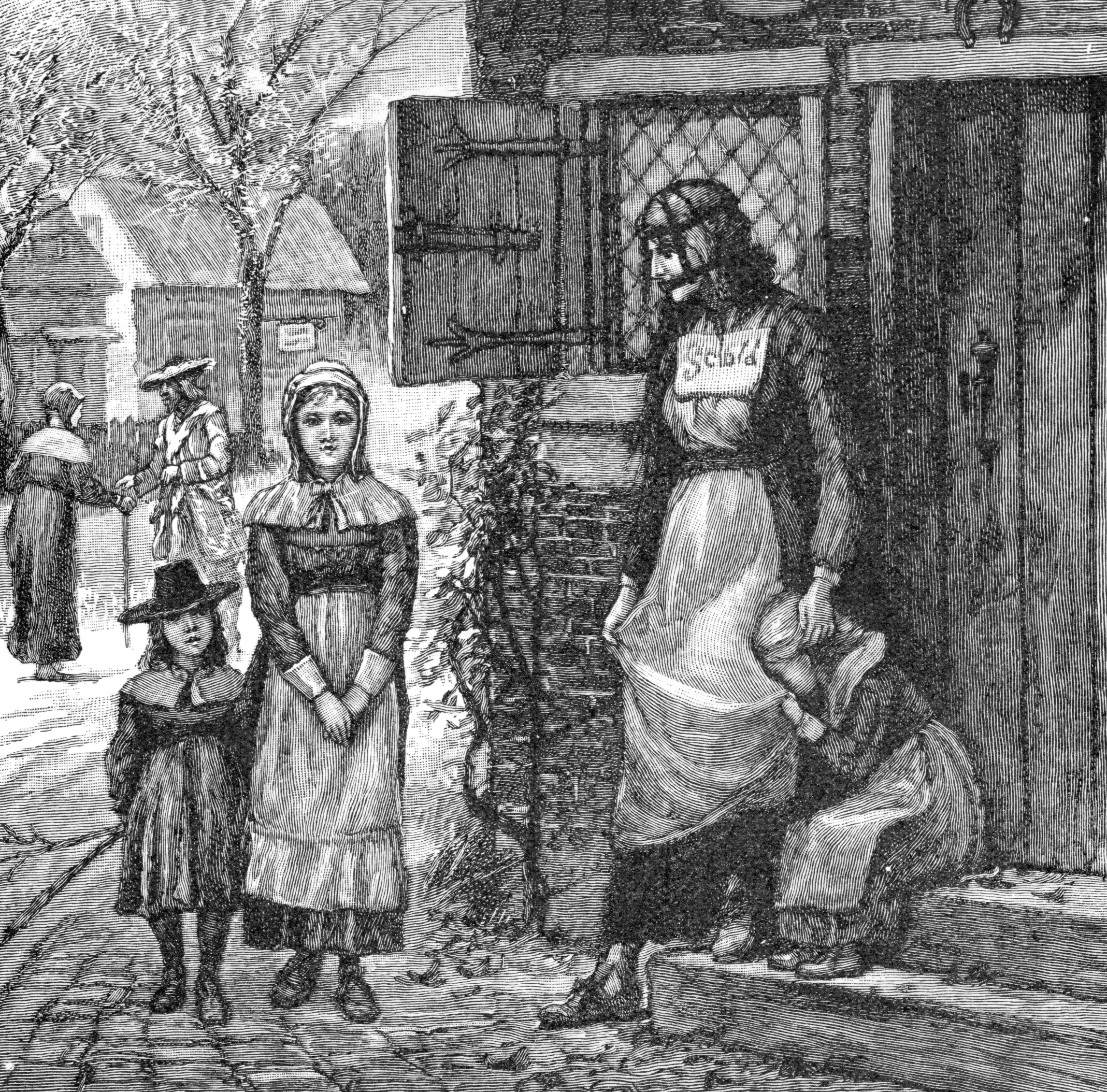
スコールズブライドルという拘束具を付けられた女性。この拘束具は、男性にも使用された記録がある。

がみがみ女（英: Common scold）は、1967年までイングランドおよびウェールズの法制度において存在した犯罪類型。隣人と見境無く喧嘩をおこして騒ぎ立てる人物がこれに該当した。その多くが女性既婚者で未亡人が対象となることは少なく、男性も罰せられた。
この罪に対しては懲罰椅子に縛り付けて川に沈める刑罰が行われていた。
革のくつわをはめて公衆の面前を歩かせる恥辱刑が行われていたとする説もあるが、公式記録が確認できないため後の創作とする説もある。
イギリスでは、1967年刑法の13条により刑法からは廃止。アメリカ合衆国ニュージャージー州では、1972年に刑法から取り除かれるまで存続した。